# Sułtani Omanu
Sułtani Omanu

## Dynastia Nabhan
- Machzum ibn al-Fallah (1406-1435)
- Abu al-Hasan (1435-1451)
- Umar ibn al-Chattab (1451-1490)
- Umar asz-Szarif (1490-1500)
- Muhammad ibn Isma’il (1500-1529)
- Bakarat ibn Muhammad (1529-1560)

Flaga Sułtana Omanu

Herb Sułtana Omanu

- Abd Allah ibn Muhammad (1560-1624)

## Dynastia Ja’ariba
- Nasir ibn Murszid (1624-1649)
- Sultan I ibn Sajf (1649-1688)
- Balarab ibn Sultan (1688-1692)
- Sajf I ibn Sultan „Kajd al-Ard” (1692-1711)
- Sultan II ibn Sajf (1711-1719)
- Sajf II ibn Sultan (1719-1724)

## Dynastia Banu Ghafir
- Muhammad ibn Nasir (1724-1728)

## Dynastia Ja’ariba
- Sajf II ibn Sultan (1728-1743)
  - Sultan III ibn Murszid ibn Adi (1742-1743) (koregent)
- Balarab ibn Himjar ibn Sultan (1743-1749)

## Dynastia Al Busa’id
| #  | Imię                      |          | Lata życia                  | Lata życia                   | Czas rządów          | Czas rządów              | Rodzice                                                     |
| #  | Imię                      | urodzony | zmarł                       | od                           | do                   |                          | Rodzice                                                     |
| -- | ------------------------- | -------- | --------------------------- | ---------------------------- | -------------------- | ------------------------ | ----------------------------------------------------------- |
| 1  | Ahmad ibn Sa’id           |          | 1741/1749                   | 15 grudnia 1783 Ar-Rustak    | 4 grudnia 1745       | 15 grudnia 1783          | Said bin Muhammad ?                                         |
| 2  | Sa’id ibn Ahmad           |          | ?                           | ?                            | 1783                 | 1786                     | Ahmad ibn Sa’id Ghani bint Khalfan Al-Busaidiyah            |
| 3  | Hamid ibn Sa’id           |          | ?                           | 13 marca 1792                | 1784                 | 13 marca 1792            | Sa’id ibn Ahmad ?                                           |
| 4  | Sultan ibn Ahmad          |          | 1755                        | 17 listopada 1804            | 18 marca 1792        | 17 listopada 1804        | Ahmad ibn Sa’id ?                                           |
| 5  | Salim ibn Ahmad           |          | 11 września 1790            | 4 kwietnia 1821 Maskat       | 18 listopada 1804    | 14 września 1806         | Sultan ibn Ahmad Sayyida Ghanneyeh bint Saif Al-Busaidi     |
| 6  | Sa’id ibn Sultan          |          | 5 czerwca 1791 Samail       | 19 października 1856 Seszele | 20 listopada 1804    | 19 października 1856     | Sultan ibn Ahmad Sayyida Ghanneyeh bint Saif Al-Busaidi     |
| 7  | Suwajni ibn Sa’id         |          | 1821 Maskat                 | 11 lutego 1866               | 19 października 1856 | 11 lutego 1866           | Sa’id ibn Sultan ?                                          |
| 8  | Salim ibn Suwajni         |          | 1839 Maskat                 | 7 grudnia 1876 Hajdarabad    | 11 lutego 1866       | 3 października 1868      | Suwajni ibn Sa’id Ghaliya bint Salim Al-Busaidiyah          |
| 9  | Azzan ibn Kajs            |          | ?                           | 30 stycznia 1871             | 3 października 1868  | 30 stycznia 1871         | Kajs ibn Azzan ?                                            |
| 10 | Turki ibn Sa’id           |          | 1832                        | 4 czerwca 1888               | 30 stycznia 1871     | 4 czerwca 1888           | Sa’id ibn Sultan ?                                          |
| 11 | Fajsal ibn Turki          |          | 8 czerwca 1864 Bombaj       | 5 października 1913 Maskat   | 4 czerwca 1888       | 5 października 1913      | Turki ibn Sa’id ?                                           |
| 12 | Tajmur ibn Fajsal         |          | 1886 Maskat                 | 28 stycznia 1965 Bombaj      | 5 października 1913  | 10 lutego 1932 Abdykował | Fajsal ibn Turki Sheikha Aliya Al Sa’id                     |
| 13 | Sa’id ibn Tajmur          |          | 13 sierpnia 1910 Maskat     | 19 października 1972 Londyn  | 10 lutego 1932       | 23 lipca 1970 Obalony    | Tajmur ibn Fajsal Sheikha Fatima bint 'Ali Al-Sa'id         |
| 14 | Kabus ibn Sa’id           |          | 18 listopada 1940 Salala    | 10 stycznia 2020 Maskat      | 23 lipca 1970        | 10 stycznia 2020         | Sa’id ibn Tajmur Mazun bint Ahmad                           |
| 15 | Hajsam ibn Tarik Al Sa’id |          | 13 października 1954 Maskat |                              | 10 stycznia 2020     |                          | Tariq ibn Tajmur Shawana bint Hamud bin Ahmad Al-Busaidiyah |